# Buntnessel

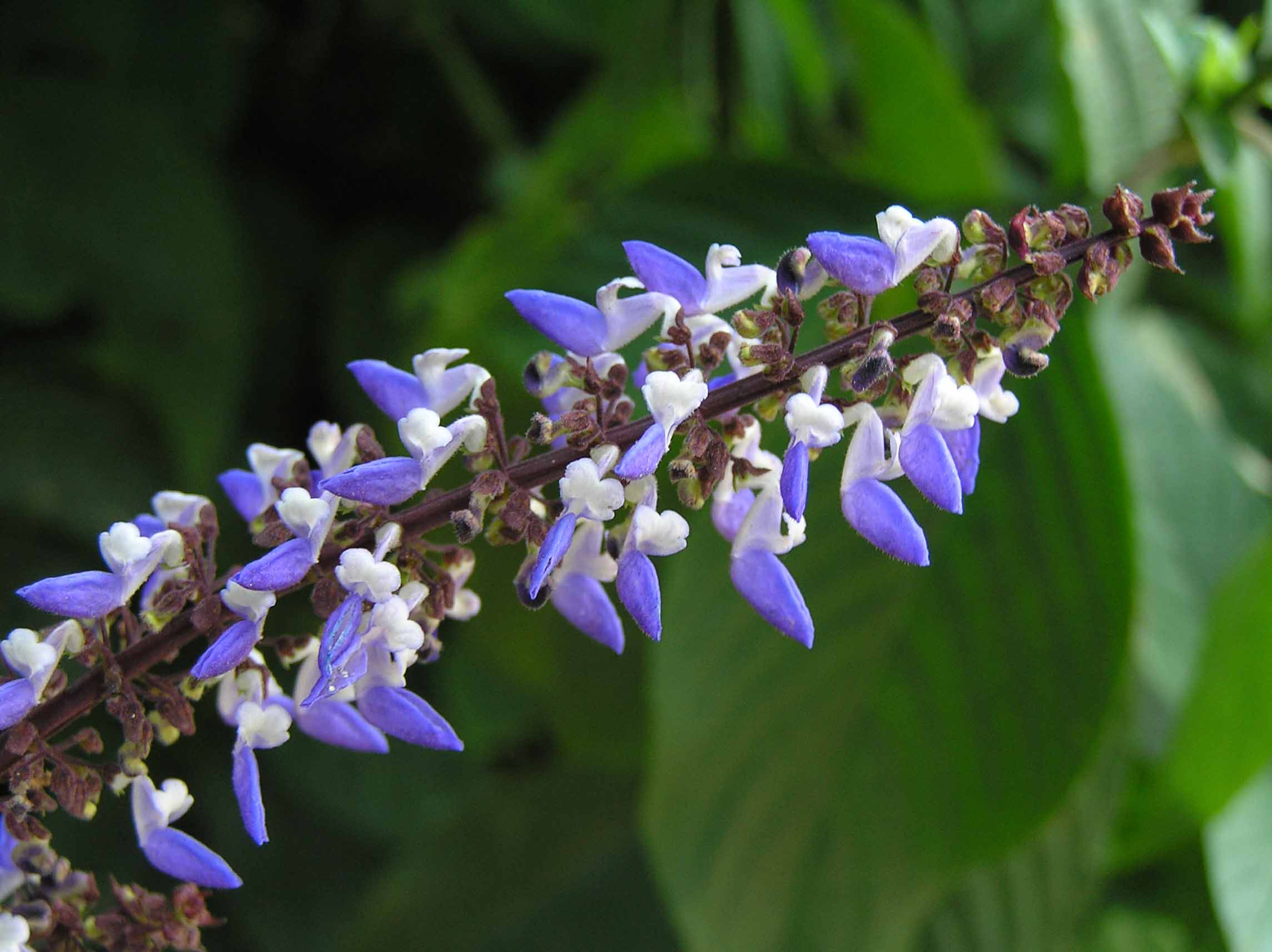
Blütenstand

Die Buntnessel (Solenostemon scutellarioides, Syn.: Plectranthus scutellarioides, Coleus blumei) ist eine Pflanzenart aus der Familie der Lippenblütler (Lamiaceae).

## Beschreibung
Die Buntnessel ist ein ausdauernder, immergrüner Halbstrauch und erreicht Wuchshöhen von 30 bis über 100 Zentimeter. Die rippigen Stängel verholzen von unten. 
Die gegenständigen, kurz gestielten Laubblätter sind krautig. Die spitzen bis zugespitzten, gekerbten bis zerschlitzten Blätter sind eiförmig und 5–15 Zentimeter lang. Die Blätter sind drüsig und unterseits mehr oder weniger behaart, oberseits sind sie fast kahl und schuppig.
Es werden endständige, behaarte Trauben oder Rispen mit kleinen Scheinquirlen gebildet. Die kurz gestielten, zwittrigen, bläulichen bis violetten oder purpurnen, fünfzähligen Blüten besitzen eine doppelte Blütenhülle. Der becherförmige, zweilippige Kelch ist drüsig und behaart, die seitlichen zwei Oberlippenzipfel sind nur klein. Die Unterlippe ist am größten und zweizähig. Die zweilippige, behaarte Krone ist röhrig verwachsen mit abgewinkelter Kronröhre. Die untere, bootförmige Lippe ist einiges größer. Die 4 Staubblätter sind an der Basis verwachsen. Der Fruchtknoten ist oberständig mit zweiästigem Griffel. Der Pflanzensaft verbreitet bei Verletzung der Blätter oder Stängel einen angenehmen, frischen Geruch.
Es werden kleine Klausen gebildet.
Die Blütezeit reicht von Juni bis Oktober. Die Pflanze ist besonders frostempfindlich und stellt bereits unterhalb von ca. 7° Celsius ihr Wachstum ein.

## Verbreitung und Nutzung
Die Buntnessel kommt vom tropischen und subtropischen Asien bis ins nördliche Australien an Flussufern, auf Feldern und in Wäldern wild vor. Sie wird seit 1851 kultiviert und als Zimmerpflanze sowie im Außenbereich als Zierpflanze genutzt.

## Systematik
Solenostemon scutellarioides (L.) Codd hat viele Synonyme: Plectranthus scutellarioides (L.) R.Br., Ocimum scutellarioides L., Plectranthus aromaticus Roxb., Coleus scutellarioides (L.) Benth., Plectranthus nudiflorus (Poir.) Willd., Plectranthus ingratus Blume, Plectranthus laciniatus Blume, Coleus atropurpureus Benth., Coleus acuminatus Benth., Coleus grandifolius Benth., Coleus multiflorus Benth., Coleus secundiflorus Benth., Coleus pumilus Blanco, Coleus blumei Benth. und Coleus blancoi Benth.

### Sorten
Es gibt zahlreiche Sorten und viele Hybride, deren Blätter rot, gelb, grün oder braun panaschiert sind.

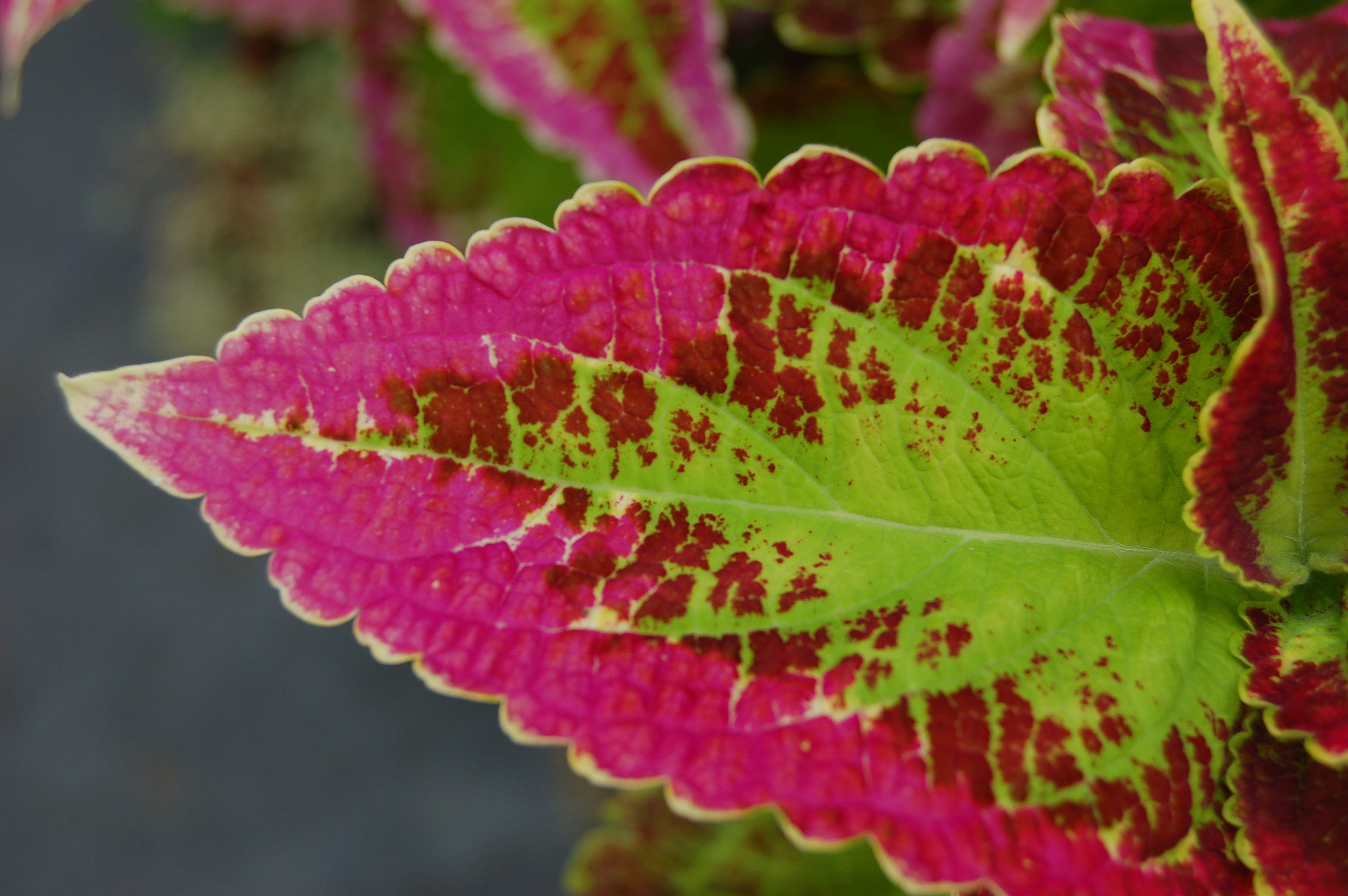
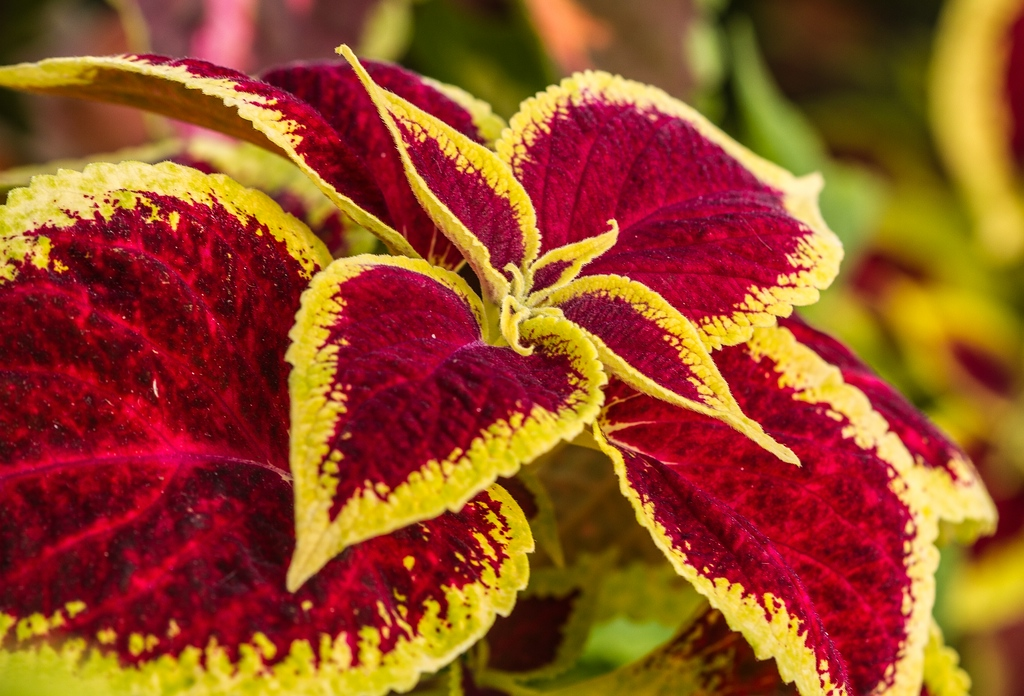
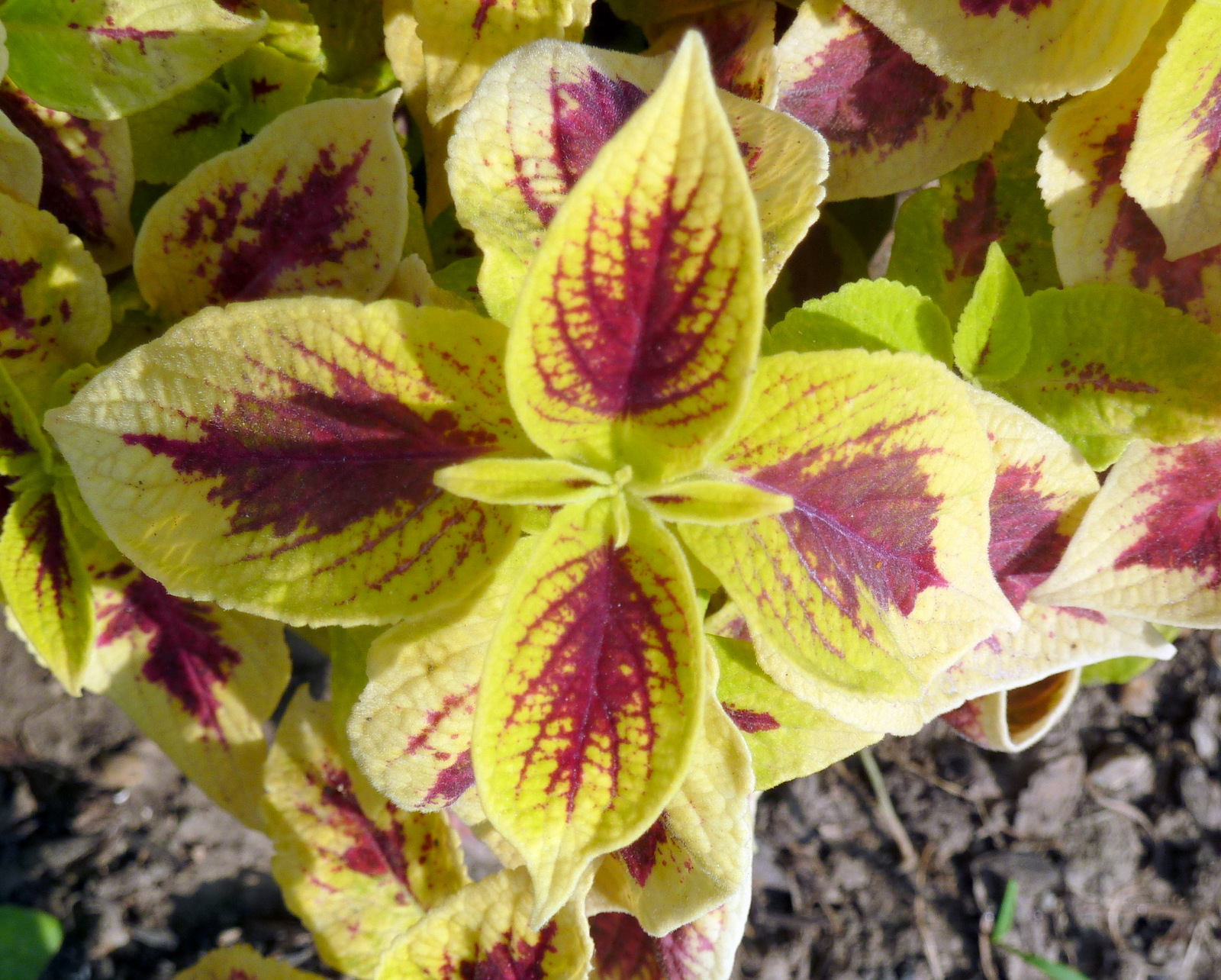
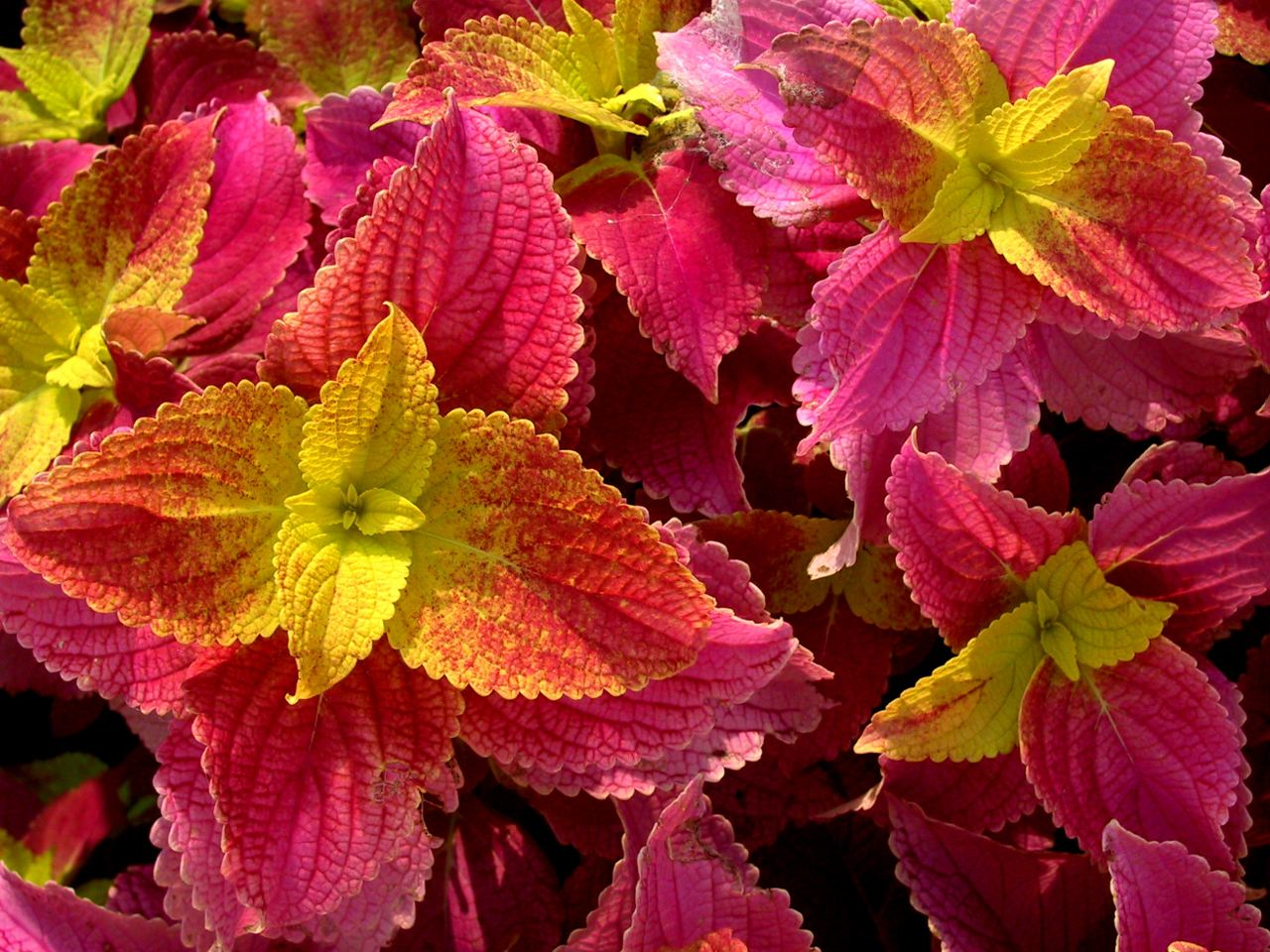
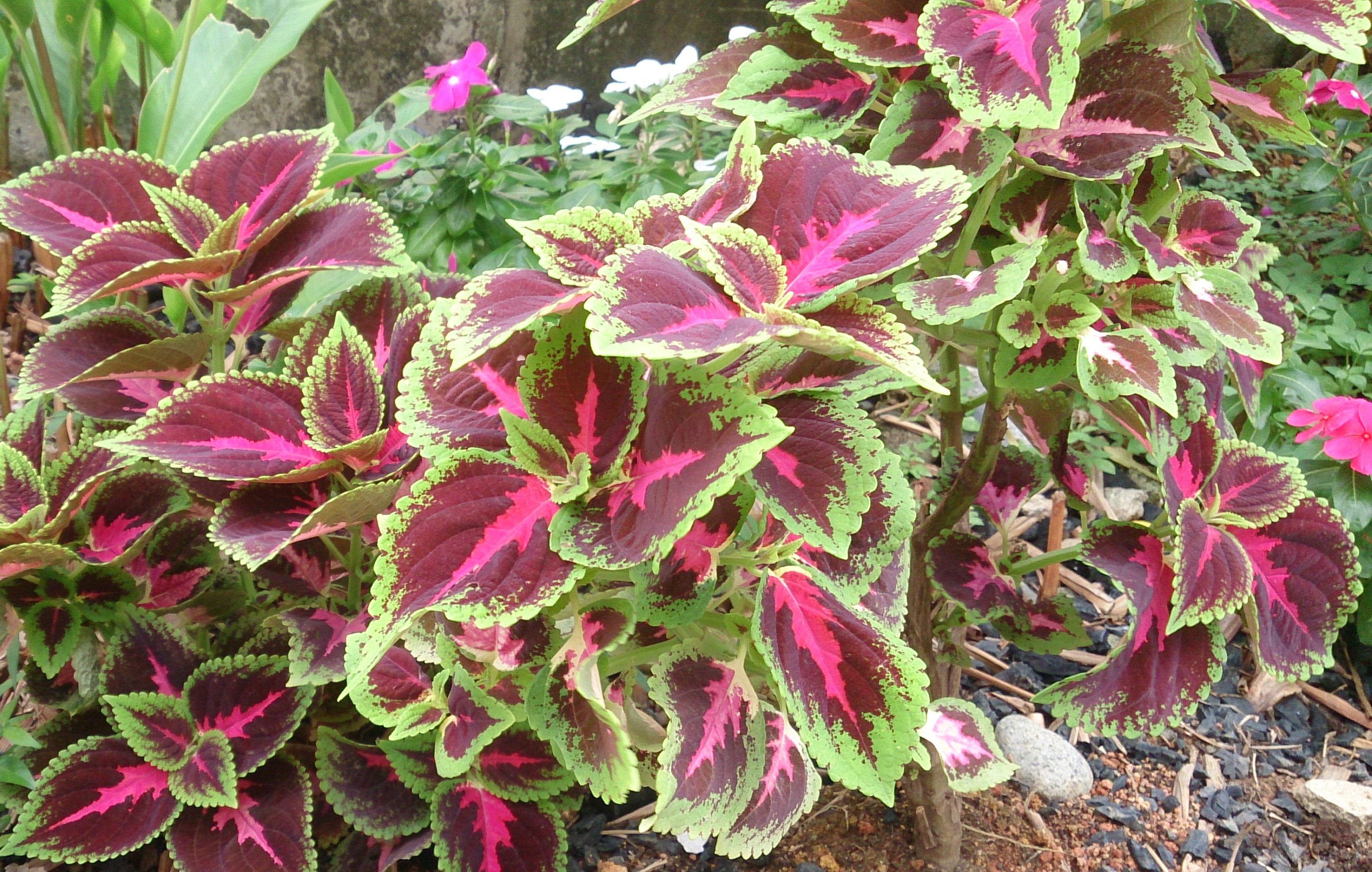
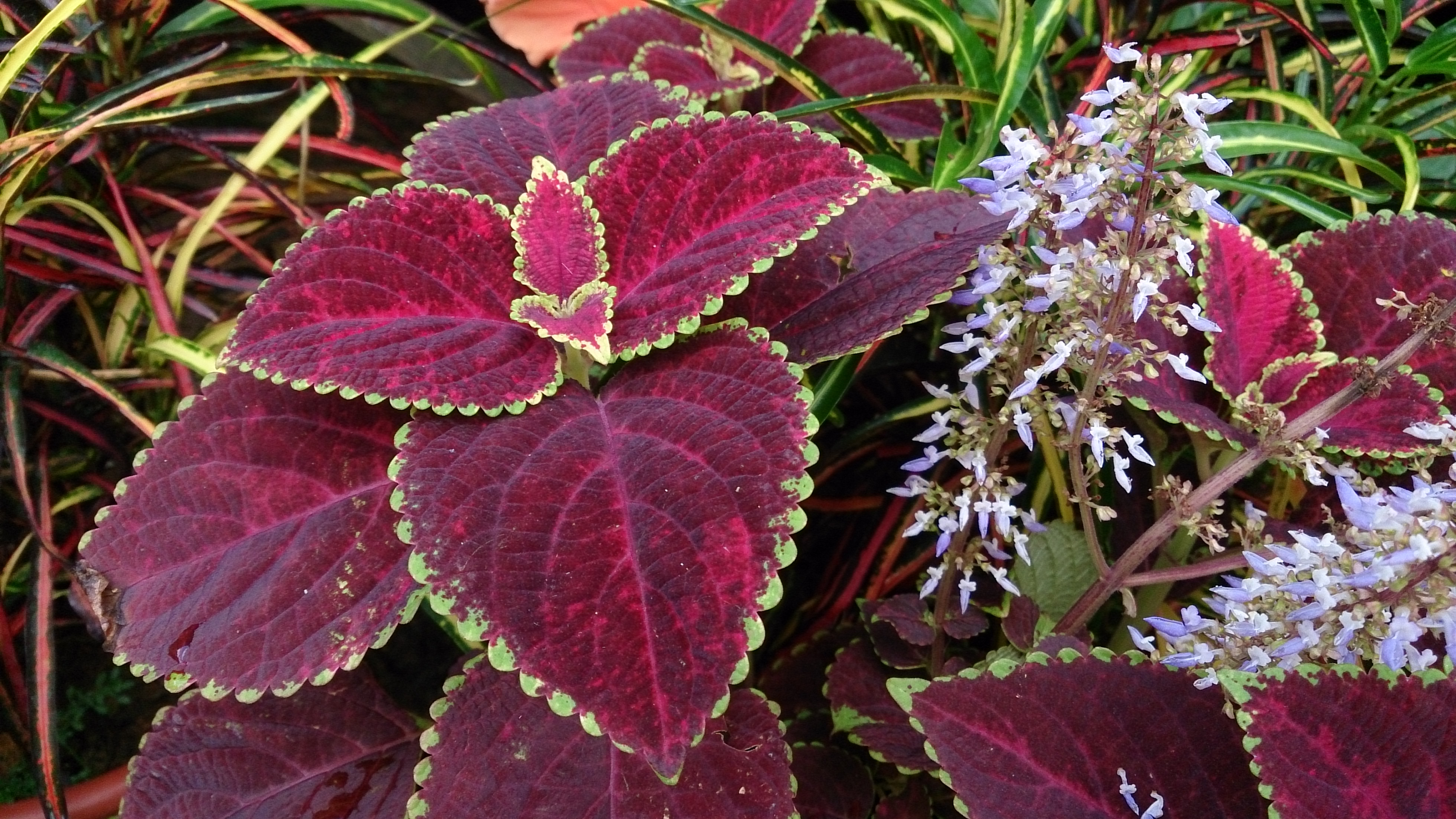
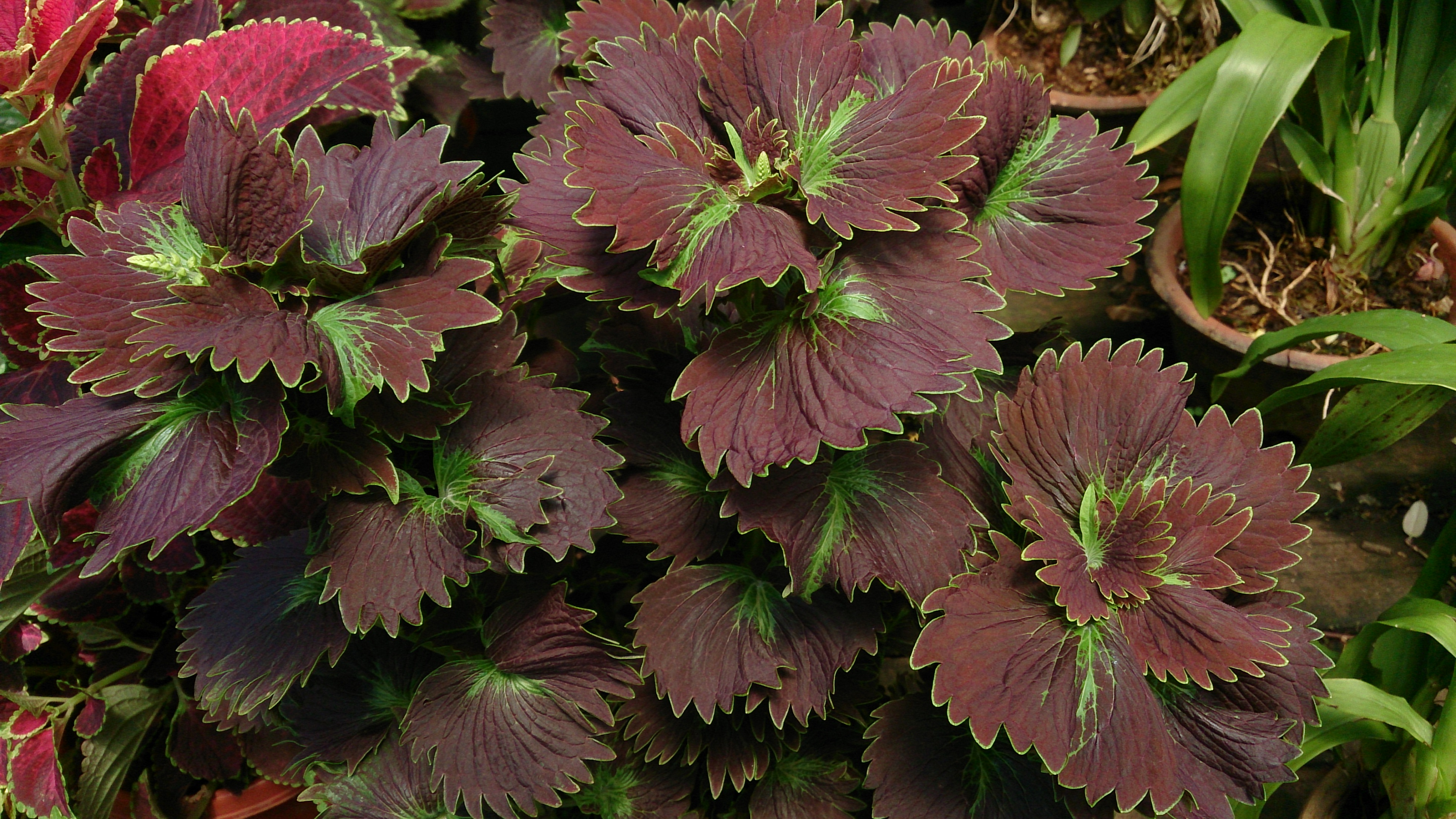
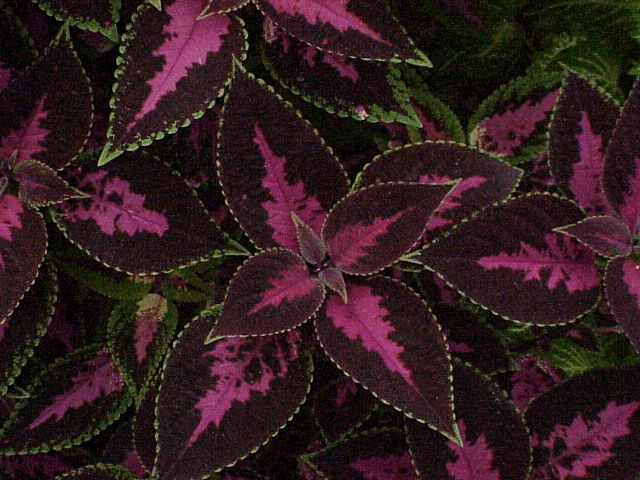